# 梨田昌孝
梨田 昌孝（なしだ まさたか、本名：梨田 昌崇（読み同じ）、1953年8月4日 - ）は、島根県浜田市出身の元プロ野球選手（捕手）、監督、野球解説者、野球評論家。
1984年より登録名を「昌孝」としている。2004年シーズンをもって消滅した大阪近鉄バファローズの最後の監督であり、選手・監督両方で同球団の優勝を経験した唯一の人物である。北海道日本ハムファイターズ、東北楽天ゴールデンイーグルスでも監督を務めた。現在はNHK(2023年まで)、日刊スポーツで野球評論家を務める。
愛称は「ナッシー」。

## 経歴

### アマチュア時代
浜田市立第一中学校入学後、本格的に野球を始めた。身長順に新入部員の守備位置が割り振られ、高い方から3番目だった梨田は強制的に捕手を任されたという。また中学野球部の1年先輩に三沢淳がいる。
島根県立浜田高校に進学し、1年秋から捕手として活躍。
1970年春季中国大会県予選決勝に進むが、江津工業の三沢淳に抑えられ敗退。同年夏の島根大会は準決勝で安来高に敗れる。
1971年は4番打者として春夏の甲子園に出場。春の選抜は1回戦で坂出商に3-4で惜敗。夏の選手権も、同じく1回戦で池田高に4-5で惜敗。同年の高校日本選抜ハワイ遠征に水谷啓昭、岡義朗らとともに参加する。当時は実家から近い広島東洋カープのファンで、カープからドラフト指名予定である旨を知らされていたが、結局1971年のドラフト会議で近鉄バファローズから2位指名を受けて入団。

### 選手時代
1972年から強肩を武器に一軍公式戦デビューを果たす。
1973年は8月から正捕手として起用され、52試合に先発。
1974年は開幕からレギュラーとして115試合に出場する。
1975年には有田修三にレギュラーポジションを譲った。しかし、打席で両腕を下げて体をクネクネと動かすフォーム『コンニャク打法』を開発し勝負強い打撃を発揮。
1977年から2年間は有田との併用が続く。
1979年には正捕手の座を奪回、規定打席に3打席足りなかったが、球団初のパシフィック・リーグ優勝を経験した。広島東洋カープとの日本シリーズは、いわゆる「江夏の21球」もあって敗退するが、3試合に先発し、第6戦では3回に大野豊から2点本塁打を放つ（日本シリーズは3勝4敗で広島に敗退）。
1980年も、リーグ連覇に貢献。広島東洋カープとの日本シリーズでは5試合に先発。第1戦で3安打と活躍するが、その後は1安打に終わりチームも日本シリーズ敗退。日本シリーズ終了時点でシーズンの規定打席（403）に14打席不足していたが、シリーズ終了後に行われた消化試合3試合にすべて1番打者で出場して15打席を稼ぎ、初の規定打席（19位、打率.292）に達した。1979年から1981年までは3年連続ベストナイン、ダイヤモンドグラブ賞（現・ゴールデングラブ賞）を受賞し、その後も長きに渡り近鉄の主力捕手として活躍する。
- 梨田の現役時代、阪急ブレーブスには『世界の盗塁王』の異名を取る福本豊がいた。福本の盗塁にはどの球団も頭を悩ませており、当時プロ野球界で一、二を争う強肩だった梨田も例外ではなかった。梨田は考えに考え、福本が一塁ランナーにいる際はあらかじめ右足を引いて構えた。また、投球を捕ってからミットの中のボールを右手で抜き取り送球するのではなくミットの掌にボールを当てて跳ね返しそのまま右手で捕球することによって送球にかかる時間の短縮を図ったり[2]、コントロールを改善するため目を閉じて二塁に送球する練習をしたり、福本を見ずにベンチからの声で盗塁を察知して送球するといった対策を重ねた[6]。この工夫の甲斐あって、梨田は福本がいたにもかかわらず5割を超える盗塁阻止率を記録した。
- 西本幸雄監督時代から、有田修三との併用が多く見られた。この2人は『ありなしコンビ』と呼ばれ、当時は「2人とも他球団に行ったらレギュラーは間違いない」と言われており、オフシーズンになると近鉄に「どちらかをトレードしてほしい」との希望が殺到していたという。この状態は有田が読売ジャイアンツへ移籍する1985年まで続いた。『ありなしコンビ』の成功以降、複数捕手の併用が近鉄の戦術の特徴となり、近鉄で規定打席に到達した捕手は1985年の梨田以降一人も現れなかった。
- 近鉄のリーグ連覇時（1979年と1980年）の正捕手だが、当時エースだった鈴木啓示は梨田に「（気が優しく、投手をおだてる）お前のミットじゃ燃えんのや」と語り、逆に鬼嫁タイプである有田を好み、大半の試合で有田とバッテリーを組んでいた[7]。逆に井本隆は梨田を指名していた[8]。

- 1985年（昭和60年）に、梨田が大阪府藤井寺市はさみ山遺跡（はざみ山遺跡）の遺跡範囲内に新居を建築しようとした際、国内では数例しか発見例がなく、かつ日本最古級のものとなる旧石器時代の住居跡の遺構が検出され「はさみ山遺跡梨田地点」（はさみやまいせきなしだちてん）と命名された[9]。

1986年以降は、肩や打撃面の衰えから山下和彦、古久保健二、光山英和にスタメンを譲る機会が多くなる。
1987年オフに右肩の手術やアキレス腱痛から球団に引退を申し出たが、仰木彬監督に慰留されて翌年も現役を続行した。
1988年に同学年の吹石徳一と共に35歳で現役を引退。現役最後の安打は、伝説となった『10.19』のダブルヘッダー第1試合の9回表で放った決勝適時打である。なお最後の試合出場は、同日第2試合、現役最後にマスクを被った延長10回裏の守備であった。

### 引退後、野球評論家へ
1989年にNHKの野球評論家に就任し、近鉄に復帰するまで務めていた。
- 1989年、ワールドシリーズの取材のためオークランド・アスレチックスの本拠地のオークランド・アラメダ・カウンティ・コロシアムを訪れていた梨田はロマ・プリータ地震に遭遇、急遽現地の被害状況のリポーターを務めた。
- 1989年度は土曜夜の「スポーツタイム」、1990年・1991年には日曜夜の「サンデースポーツ」キャスターを務めた。

### 近鉄コーチ・監督時代
1993年シーズンから鈴木啓示が監督就任と同時に一軍作戦兼バッテリーコーチとして近鉄に復帰。1996年シーズンからは二軍監督を務め、2000年シーズンオフに一軍監督に就任。近鉄は小林繁投手コーチ、真弓明信打撃コーチ（後にヘッド兼打撃コーチ）と梨田の3人を『近鉄男前三人衆』として売り出し、この3人を起用した近鉄百貨店の広告が近鉄沿線の駅ポスターや車内中吊りに掲げられた。モロゾフのホワイトデー・イメージキャラクターになったこともある。
監督就任1年目の2000年シーズンは最下位に終わったが、2年目の2001年シーズンにチームを史上4度目、球団最後のパ・リーグ優勝に導いた。磯部公一を捕手から外野手にコンバートとして開花させた。同一監督の下で前年最下位から優勝を果たしたのは1975年の最下位から翌年の1976年に優勝した長嶋茂雄率いる読売ジャイアンツ以来。2001年の日本シリーズの前に、対戦相手であるヤクルトスワローズの若松勉監督とともに写真撮影に臨み、緊張の色の隠せない若松監督とは対照的にカメラに向けて笑顔を見せたものの1勝4敗で敗退。2002年シーズンは2位、2003年シーズンは3位とまずまずの成績を残した。
2004年シーズン中、同年シーズン限りで近鉄がオリックス・ブルーウェーブと合併し消滅することが決まった。梨田はシーズン最終戦の前日に近鉄の選手に向けて「みんな胸を張ってプレーしろ。お前たちが付けている背番号は、すべて近鉄バファローズの永久欠番だ」という言葉を残している。梨田は合併の際に、近鉄のカラーを残すべく配慮したオリックス側から一軍ヘッドコーチへの転任を打診され、監督となった仰木彬からも慰留されるが「選手・スタッフやファンがばらばらになり、その進路も決まらないうちに自分一人が残るのは望ましくない」と辞退した。あくまで「近鉄の梨田」としてユニフォームを脱ぐことを望んだため、球団解散前の10月15日付けで退団した。仰木からの残留要請を断り、結果的に関西球界で根強い人気を持つ仰木の下につかなかったことに対し一部から批判的な意見もあったが、当の仰木は梨田の立場や胸中に理解を示しており、梨田自身も恩師の1人である仰木の力にもなりたかったと、仰木の死後に回顧した。
近鉄で1シーズン以上務めた歴代監督16人の中で、通算成績で勝ち越しているのは三原脩、西本幸雄、仰木彬、そして梨田の4人である。
- 近鉄のコーチとして復帰した1993年はかつてのエースである鈴木啓示が監督に就任した年でもあったが、自らの現役時代に築いたスタイルを貫こうとする鈴木と各自独特のスタイルを持つ選手との間で悩み続けた模様が自著「戦術眼」（ベースボール・マガジン社新書） [要ページ番号]から読み取ることができる。同書にはその一例として鈴木が自らの経験から投手陣のランニングの際にスパイクの着用を義務付けたことについて書かれている。この件について当時コンディショニングコーチを務めていた立花龍司が足を痛める原因になると反対し、梨田自身もランニングシューズの機能が発達しトレーニング科学も進歩していた中でさほど重要な意味を持たないと考えていたが、同時に組織とは最終的にはトップの決断で動くべきものという考えを持っていた梨田は何とか鈴木の考えを投手陣に納得させてやらせる方法はないかと考え、ランニングとスパイクを履かざるを得ない投内連係（投手と内野手の連係を確認する守備練習）を組み合わせることで調整を図ったという。
- 2002年8月14日のオリックス戦で8回、内野ゴロの判定をめぐって抗議し、一塁塁審の杉本大成への暴力行為により、退場処分を受けた。1試合出場停止となり8月16日の西武戦は一軍ヘッドコーチの真弓が監督代行を務めた。
- 近鉄の監督時代は、外国人選手に対する事前評価が実際とは正反対の結果になることが多かった。例えば、監督就任1年目に開幕投手に起用したボブ・ウォルコットは3勝4敗、防御率6点台で1年で解雇、2年目のキャンプで投球を見て「15勝は期待できる」と高評価したウィル・フリントは1勝も出来ずシーズン途中で解雇、更にバッティングを見て「ブーマー・ウェルズに似ている」と絶賛したフレッディ・ガルシアは打率1割台、1本塁打でシーズン半ばに解雇され、3年目は日本ハムで本塁打王を獲得したナイジェル・ウィルソンを獲得し「内助の功ならぬ、ナイジェルの功で頑張ってほしい」と発言したが、打率2割台本塁打6本の不振で5月に2軍落ち、結局その後復帰はなく8月に解雇された（但し、ウィルソンの獲得はタフィ・ローズの強い推薦があったためといわれている）。4年目には「すごい投手が来た」と評したケビン・バーンも平凡な成績しか残せなかった。近鉄2年目の優勝にはショーン・バーグマンやジェレミー・パウエルの活躍があったが、彼らは球団アドバイザーだったトミー・ラソーダの推薦で入団したものである。

- 2004年10月に、京都府の伏見稲荷大社に鳥居を奉納している。千本鳥居の一角に「大阪近鉄バファローズ 梨田昌孝」と記された鳥居が2023年1月時点でも現存する。

### 野球評論家復帰
2005年からは13年ぶりにNHKおよび大阪日刊スポーツの野球評論家に復帰、かんさいニュース1番のスポーツコーナー（金曜日）にレギュラー出演した他、日本プロ野球・MLB中継の解説を担当。週刊ベースボールにも連載を持っていた。他にも、2005年7月にアニメ『プレイボール』（関西テレビ放送）で声優を務め（タイヤキ屋のおやじ役）、京橋グランシャトービルやアーククエストなどの関西ローカルのCMにも出演。2006年6月1日には大阪産業大学の客員教授にも就任し、実業家としても個人芸能事務所「トゥルーマサ」を設立するなど多方面で活躍している。
- 2007年、契約交渉で揉めてオリックスを自由契約になったかつて近鉄時代の教え子の中村紀洋から相談を受けて、同級生で親友でもある落合博満に獲得を打診した。最初は断られるものの、最終的に中村は中日に育成選手として入団した（落合の項も参照）。この事は中日が優勝した2007年・年末にNHK-BSで放送された特番で梨田が落合とのやりとりなどエピソードを話すと、落合が笑いながら「それをばらしちゃうか、お前」と返した。

### 日本ハム監督時代
2008年シーズンから北海道日本ハムファイターズの監督として4年ぶりに現場復帰。就任会見では「近鉄が消滅して自分の居場所がなくなったような気がしていたが、こうして現場に復帰できて嬉しい。日本ハムは強いチームだ」と抱負を語った。前年11月25日に札幌ドームで行われた日本ハム・ファンフェスティバルにて、前監督・トレイ・ヒルマンから梨田への背番号「88」の継承式が行われた。2007年夏、梨田が日本ハムから監督就任を要請された際、すぐに真弓にヘッドコーチを打診。だが、真弓は親族の世話をみることを理由に断った。

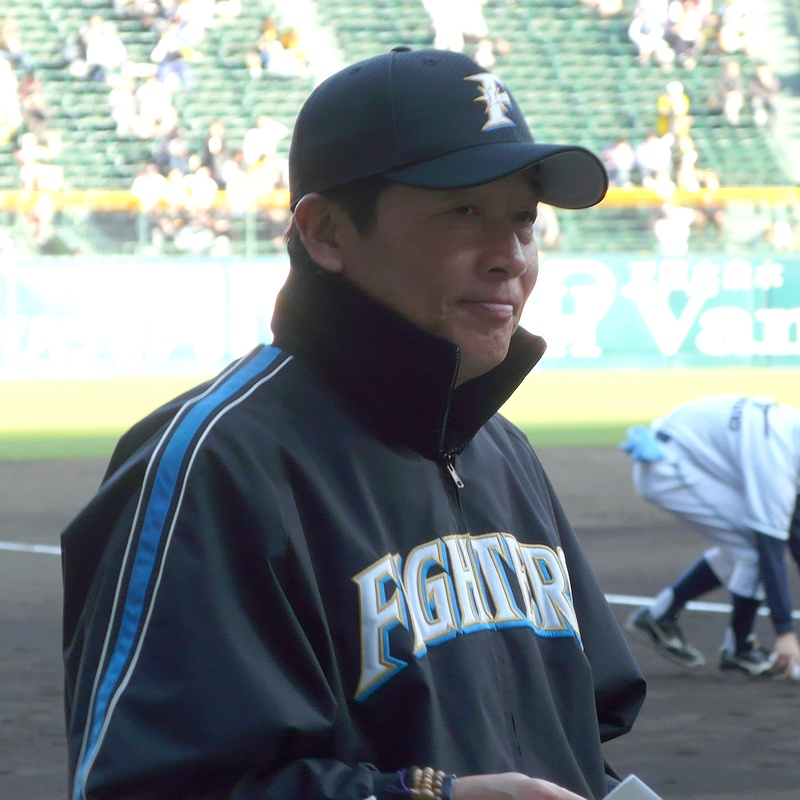
日本ハム監督時代
(2010年5月13日)

コーチ陣は投手コーチに吉井理人、打撃コーチに中島輝士、内野守備走塁コーチに真喜志康永、外野守備走塁コーチに清水雅治を招聘した。就任1年目のシーズンは3位でリーグ戦を終了。クライマックスシリーズ第1ステージをオリックス・バファローズと戦い2連勝して第2ステージへ駒を進めたが、埼玉西武ライオンズに2勝4敗（リーグ優勝チームに与えられるアドバンテージを含む）と負け越し、日本シリーズ進出を逃した。
就任2年目の2009年シーズンは、小林繁を2軍投手コーチに招聘。チームを2年ぶりのリーグ優勝に導く。近鉄監督時代も就任2年目でチームをリーグ優勝に導いている。リーグ戦終了後に行われたクライマックスシリーズでは福岡ソフトバンクホークスとの第1ステージを制した東北楽天ゴールデンイーグルスを札幌ドームに迎えて第2ステージを戦い、4勝1敗（リーグ優勝チームに与えられるアドバンテージを含む）と勝ち越し、日本シリーズ出場を決めた。現役時代を含めて4回目の出場となった日本シリーズでは読売ジャイアンツに2勝4敗で敗れ、選手2回、監督2回と計4回全て日本シリーズ敗退。
2010年1月、一軍投手コーチに就任したばかりの小林繁が心不全により急逝。この年はほぼ中継ぎ経験しかないブライアン・ウルフをシーズン途中に先発に転向させなければならなかったり、二軍で野手が9人しかいなくなる程ケガ人が続出し、一時借金14の最下位と低迷しながら、小谷野栄一が4番に定着した交流戦頃からチーム状態が向上し、シーズン終盤にはクライマックスシリーズへの出場権をかけた3位争いを演じるところまで浮上。最終的には貯金7でシーズンを終え、全日程を終了した時点では3位だったが、千葉ロッテマリーンズが最後の3試合を全勝すれば3位浮上という状況の中で全勝したため、最終的には4位、日本ハム5年ぶりのBクラスでシーズンを終えた。この年4位になったことで、梨田は監督として全順位を経験した（全順位経験監督には梨田の他に吉田義男、野村克也、長嶋茂雄、王貞治、星野仙一がいる）。中田翔、陽岱鋼らが台頭し、2年目の榊原諒が新人王、ドラフトでは4球団競合の斎藤佑樹が入団。
2011年は開幕カードとなった対西武2連戦（札幌ドーム）を連敗でスタートしたものの4月を10勝5敗で乗り切るなど好調な滑り出しを見せ、シーズン前半は福岡ソフトバンクホークスと2強を形成し首位争いを演じたが、終盤に来て9月を6勝18敗1分と負け越すなどチームの調子が急降下し、最終的には首位ソフトバンクと17.5ゲーム差の2位でシーズンを終えた。クライマックスシリーズ第1ステージは埼玉西武ライオンズとの対戦となったが、シーズン終盤の不振をそのまま引きずった格好となり2連敗で敗退。シーズン終盤になって一部メディアで解任説が流れたため、自身の去就について、シーズン途中で異例の9月15日に、2011年を最後に監督を退任することを記者会見で表明した。シーズン前から「4年目の2011年で降りようと決めていた」と語り、解任ではなく辞任であることを強調する会見となった。
日本ハムでは指揮を執った全てのシーズンで勝ち越しているが、複数年指揮を執り全シーズンで勝ち越したのは梨田が球団史上初である。

### 日本ハム監督退任後
2011年10月16日時点で、阪神タイガースが真弓明信監督の退任とともに次期監督候補として梨田の名をリストアップしたが、結局、球団は一軍打撃コーチを務めていた和田豊の昇格を決定し、梨田の招聘は見送られた。
そのため、再びNHK、日刊スポーツ新聞西日本専属の野球評論家に戻ってサンデースポーツに不定期で出演し、同年より「ジョージア魂」賞の審査委員も務めた。
2012年10月10日に、野球日本代表の野手総合コーチに就任した事が発表された。11月13日に、背番号が「99」となった事が発表された。

### 楽天監督時代
2015年10月8日、成績不振のため辞任した大久保博元の後任として、東北楽天ゴールデンイーグルスの一軍監督に就任することが発表された。背番号は、自身の希望により野球日本代表の野手総合コーチ時代と同じ「99」。バッテリーコーチには近鉄の後輩古久保健二を招聘した。
2016年5月17日のオリックス戦で遅延行為により自身3度目の退場処分を受けた。9月6日の埼玉西武ライオンズ戦に7-4で勝利し、NPB史上19人目、監督勝利通算700勝を達成した。試合後、記念プレート贈呈セレモニーとファンへの感謝の言葉を述べた。記念のウイニングボールは、試合終了時のバッテリー松井裕樹-嶋基宏からサイン入りでプレゼントされた。この年は序盤は一時首位に立ち交流戦でも勝ち越すなど好調だったものの後半に失速し、3年ぶりに最下位を脱出したものの5位に終わった。一方で球団創設から前年の2015年まで年間対戦成績で一度も勝ち越しがなかった西武に初めて勝ち越した。
2017年は外国人選手を軸にした攻撃的な打線で8月上旬まで首位を独走したが、後半戦で6連敗、10連敗と大型連敗で順位を落とすも球団初の3位入りを果たした。就任2年目でAクラス入りを果たしたのは梨田が初である。CSでは西武を2勝1敗でファーストステージを突破するも、ファイナルステージではソフトバンクに2勝4敗で敗退。
2018年は日本ハム時代同様、浜田高校の後輩にあたる清水雅治を一軍外野守備走塁コーチで招いた。5月25日、福岡ソフトバンクホークス戦で勝利し、監督勝利通算800勝を達成。しかし、6月16日の対阪神戦に敗れたことで21勝41敗1分の最下位と低迷し、梨田はこの成績不振の責任をとり同日付で監督を辞任した。

### 楽天監督辞任後
2019年からは4度目となるNHK野球解説者(2024年からは本数契約として主に大阪放送局)、大阪日刊スポーツ野球評論家として活動する。
2020年3月25日より倦怠感を訴えて自宅で静養していたが同月28日に発熱。更に30日には呼吸困難を訴え病院を受診したが、翌31日に最初に受診した病院とは別の病院で重度の肺炎と診断され、更に別の病院に搬送され検査を受け、翌4月1日に2019新型コロナウイルスへの感染が判明した。重篤度が高く、集中治療室で人工呼吸器を装着されての治療が続いたが、4月17日に一般病棟に移された。5月7日、PCR検査で初めて2回連続の陰性結果が確認されたことが明らかになったが、これまでみられなかった不整脈の症状が出ていることから、治療のため、入院生活を続けることになった。5月20日に退院の許可が下り、しばらくの間は自宅で静養して、解説者・評論家活動復帰を目指すこととなった。10月4日のNHKプロ野球で現場での解説に復帰した。
NHK大阪との専属での解説契約は2023年で終了し、以後はフリーの本数契約出演となり、NHKのほか、朝日放送ラジオ製作のオリックス戦（北海道、宮城、東海、広島、福岡向け裏送り）やサンテレビGAORAにも出演している。

## 人物
温厚で物腰が柔らかく、ダジャレ好きな人物として知られている。しかし、近鉄の二軍監督時代にノックアウトされてベンチにグラブを叩きつけて荒れていた前川勝彦を諌める目的で殴り倒す、楽天監督就任後はフェニックスリーグ中に負傷した怪我を放置したままシーズンオフを過ごし、キャンプ初日に再発・手術となったオコエ瑠偉に激怒し、「野球をなめている」「ここ（一軍）にいない選手の話題が先行していたら士気にもかかわる（ので関わりたくない）」と記者陣に釘を刺すなど、厳しさや気性の荒さを露にすることもある。
楽天の監督に就任した2015年、11月のキャンプで内田靖人に梨田が現役時代行っていた『コンニャク打法』を伝授したエピソードがある。キャンプでの内田の打撃を見て「癖がある」との事によっての物であった。

### 縁起
過去近鉄、日本ハム監督時代のいずれも2年目に優勝しており「就任2年目は優勝する」という縁起がある。要因として就任1年目は選手の特徴・スキルなど選手たちに何が出来るか把握する事に務め、とにかく選手をいろんな場面で試し検証する選手起用をし、どんな戦い方が一番適しているか方針を決めると言う特徴がある。しかし、楽天の2年目ではこの「縁起」は実現しなかった。

## 詳細情報

### 年度別打撃成績
| 年 度      | 球 団      | 試 合 | 打 席 | 打 数 | 得 点 | 安 打 | 二 塁 打 | 三 塁 打 | 本 塁 打 | 塁 打 | 打 点 | 盗 塁 | 盗 塁 死 | 犠 打 | 犠 飛 | 四 球 | 敬 遠 | 死 球 | 三 振 | 併 殺 打 | 打 率 | 出 塁 率 | 長 打 率 | O P S |
| ---------- | ---------- | ----- | ----- | ----- | ----- | ----- | -------- | -------- | -------- | ----- | ----- | ----- | -------- | ----- | ----- | ----- | ----- | ----- | ----- | -------- | ----- | -------- | -------- | ----- |
| 1972       | 近鉄       | 9     | 3     | 3     | 0     | 2     | 0        | 0        | 0        | 2     | 0     | 0     | 1        | 0     | 0     | 0     | 0     | 0     | 0     | 0        | .667  | .667     | .667     | 1.333 |
| 1973       | 近鉄       | 60    | 149   | 142   | 12    | 28    | 2        | 0        | 2        | 36    | 5     | 1     | 0        | 2     | 0     | 4     | 0     | 1     | 20    | 3        | .197  | .224     | .254     | .478  |
| 1974       | 近鉄       | 115   | 280   | 247   | 14    | 48    | 10       | 0        | 2        | 64    | 18    | 2     | 4        | 6     | 0     | 22    | 2     | 5     | 41    | 1        | .194  | .274     | .259     | .533  |
| 1975       | 近鉄       | 45    | 86    | 69    | 5     | 11    | 2        | 0        | 2        | 19    | 9     | 0     | 0        | 5     | 4     | 7     | 0     | 1     | 15    | 3        | .159  | .235     | .275     | .510  |
| 1976       | 近鉄       | 48    | 57    | 48    | 7     | 13    | 1        | 1        | 3        | 25    | 10    | 1     | 1        | 3     | 0     | 5     | 0     | 1     | 13    | 1        | .271  | .352     | .521     | .873  |
| 1977       | 近鉄       | 80    | 210   | 190   | 15    | 47    | 5        | 0        | 0        | 52    | 10    | 2     | 2        | 8     | 1     | 8     | 0     | 3     | 29    | 3        | .247  | .287     | .274     | .561  |
| 1978       | 近鉄       | 58    | 141   | 120   | 17    | 32    | 4        | 2        | 7        | 61    | 30    | 3     | 2        | 7     | 3     | 9     | 0     | 2     | 15    | 1        | .267  | .321     | .508     | .829  |
| 1979       | 近鉄       | 114   | 400   | 357   | 39    | 97    | 14       | 0        | 19       | 168   | 57    | 2     | 4        | 12    | 3     | 25    | 0     | 3     | 44    | 6        | .272  | .322     | .471     | .793  |
| 1980       | 近鉄       | 118   | 404   | 360   | 55    | 105   | 26       | 2        | 15       | 180   | 55    | 1     | 0        | 10    | 4     | 27    | 0     | 3     | 58    | 14       | .292  | .343     | .500     | .843  |
| 1981       | 近鉄       | 106   | 411   | 374   | 44    | 102   | 16       | 0        | 17       | 169   | 48    | 5     | 3        | 1     | 4     | 29    | 0     | 3     | 47    | 12       | .273  | .327     | .452     | .779  |
| 1982       | 近鉄       | 91    | 306   | 279   | 31    | 81    | 8        | 0        | 10       | 119   | 35    | 6     | 0        | 3     | 2     | 22    | 0     | 0     | 42    | 8        | .290  | .340     | .427     | .766  |
| 1983       | 近鉄       | 111   | 357   | 313   | 34    | 84    | 14       | 0        | 8        | 122   | 42    | 7     | 1        | 5     | 3     | 35    | 1     | 1     | 37    | 9        | .268  | .341     | .390     | .731  |
| 1984       | 近鉄       | 84    | 273   | 241   | 29    | 60    | 9        | 2        | 7        | 94    | 29    | 4     | 3        | 5     | 1     | 22    | 0     | 4     | 26    | 6        | .249  | .321     | .390     | .711  |
| 1985       | 近鉄       | 118   | 420   | 373   | 41    | 92    | 15       | 3        | 11       | 146   | 51    | 3     | 4        | 10    | 2     | 32    | 0     | 3     | 46    | 14       | .247  | .310     | .391     | .701  |
| 1986       | 近鉄       | 79    | 227   | 199   | 24    | 43    | 8        | 0        | 6        | 69    | 25    | 2     | 0        | 6     | 3     | 17    | 0     | 2     | 27    | 5        | .216  | .281     | .347     | .627  |
| 1987       | 近鉄       | 35    | 71    | 64    | 4     | 15    | 5        | 0        | 2        | 26    | 7     | 1     | 3        | 1     | 2     | 4     | 0     | 0     | 19    | 0        | .234  | .271     | .406     | .678  |
| 1988       | 近鉄       | 52    | 71    | 65    | 4     | 14    | 2        | 0        | 2        | 22    | 8     | 1     | 1        | 0     | 0     | 6     | 0     | 0     | 13    | 2        | .215  | .282     | .338     | .620  |
| 通算：17年 | 通算：17年 | 1323  | 3866  | 3444  | 375   | 874   | 141      | 10       | 113      | 1374  | 439   | 41    | 29       | 84    | 32    | 274   | 3     | 32    | 492   | 88       | .254  | .312     | .399     | .711  |

### 年度別守備成績
| 年 度 | 球 団 | 捕手  | 捕手     | 捕手     | 捕手     | 捕手     |
| 年 度 | 球 団 | 試 合 | 企 図 数 | 許 盗 塁 | 盗 塁 刺 | 阻 止 率 |
| ----- | ----- | ----- | -------- | -------- | -------- | -------- |
| 1972  | 近鉄  | 1     | 1        | 1        | 0        | .000     |
| 1973  | 近鉄  | 60    | 47       | 28       | 19       | .404     |
| 1974  | 近鉄  | 115   | 86       | 52       | 34       | .395     |
| 1975  | 近鉄  | 45    | 20       | 11       | 9        | .450     |
| 1976  | 近鉄  | 45    | 16       | 8        | 8        | .500     |
| 1977  | 近鉄  | 77    | 57       | 35       | 22       | .386     |
| 1978  | 近鉄  | 53    | 30       | 16       | 14       | .467     |
| 1979  | 近鉄  | 108   | 69       | 32       | 37       | .536     |
| 1980  | 近鉄  | 102   | 48       | 25       | 23       | .479     |
| 1981  | 近鉄  | 98    | 80       | 47       | 33       | .413     |
| 1982  | 近鉄  | 67    | 50       | 27       | 23       | .460     |
| 1983  | 近鉄  | 82    | 76       | 47       | 29       | .382     |
| 1984  | 近鉄  | 70    | 56       | 38       | 18       | .321     |
| 1985  | 近鉄  | 114   | 104      | 77       | 27       | .260     |
| 1986  | 近鉄  | 77    | 64       | 44       | 20       | .313     |
| 1987  | 近鉄  | 27    | 13       | 8        | 5        | .385     |
| 1988  | 近鉄  | 25    | 5        | 5        | 0        | .000     |
| 通算  | 通算  | 1166  | 822      | 501      | 321      | .391     |

- 太字年はダイヤモンドグラブ賞の受賞

### 年度別監督成績

#### リーグ公式戦
| 年 度      | 球 団      | 順 位      | 試 合 | 勝 利 | 敗 戦 | 引 分 | 勝 率 | ゲ ｜ ム 差            | 本 塁 打               | 打 率                  | 防 御 率               | 年 齡                  |
| ---------- | ---------- | ---------- | ----- | ----- | ----- | ----- | ----- | ---------------------- | ---------------------- | ---------------------- | ---------------------- | ---------------------- |
| 2000年     | 近鉄       | 6位        | 135   | 58    | 75    | 2     | .436  | 20.0                   | 125                    | .262                   | 4.66                   | 47歳                   |
| 2001年     | 近鉄       | 1位        | 140   | 78    | 60    | 2     | .565  | -                      | 211                    | .280                   | 4.98                   | 48歳                   |
| 2002年     | 近鉄       | 2位        | 139   | 73    | 64    | 2     | .533  | 16.5                   | 177                    | .258                   | 3.93                   | 49歳                   |
| 2003年     | 近鉄       | 3位        | 140   | 74    | 64    | 2     | .536  | 8.5                    | 187                    | .274                   | 4.30                   | 50歳                   |
| 2004年     | 近鉄       | 5位        | 133   | 61    | 70    | 2     | .466  | 17.0                   | 121                    | .269                   | 4.46                   | 51歳                   |
| 2008年     | 日本ハム   | 3位        | 144   | 73    | 69    | 2     | .514  | 4.0                    | 82                     | .255                   | 3.54                   | 55歳                   |
| 2009年     | 日本ハム   | 1位        | 144   | 82    | 60    | 2     | .577  | -                      | 112                    | .278                   | 3.65                   | 56歳                   |
| 2010年     | 日本ハム   | 4位        | 144   | 74    | 67    | 3     | .525  | 3.0                    | 91                     | .274                   | 3.52                   | 57歳                   |
| 2011年     | 日本ハム   | 2位        | 144   | 72    | 65    | 7     | .526  | 17.5                   | 86                     | .251                   | 2.68                   | 58歳                   |
| 2016年     | 楽天       | 5位        | 143   | 62    | 78    | 3     | .443  | 25.0                   | 101                    | .257                   | 4.11                   | 63歳                   |
| 2017年     | 楽天       | 3位        | 143   | 77    | 63    | 3     | .550  | 15.5                   | 135                    | .254                   | 3.33                   | 64歳                   |
| 2018年     | 楽天       | 6位        | 63    | 21    | 41    | 1     | .339  | 16.5                   | 49                     | .229                   | 3.98                   | 65歳                   |
| 通算：12年 | 通算：12年 | 通算：12年 | 1612  | 805   | 776   | 31    | .509  | Aクラス7回、Bクラス5回 | Aクラス7回、Bクラス5回 | Aクラス7回、Bクラス5回 | Aクラス7回、Bクラス5回 | Aクラス7回、Bクラス5回 |

- 2002年、出場停止1試合（敗戦）は通算成績に含まない（代理監督は真弓明信）。
- 2004年はプロ野球ストライキのため2試合中止（代替試合なし）。
- 2018年、6月16日の63試合目をもって辞任。

#### ポストシーズン
| 年度   | チーム   | 大会名                                            | 対戦相手                                       | 勝敗                            |
| ------ | -------- | ------------------------------------------------- | ---------------------------------------------- | ------------------------------- |
| 2001年 | 近鉄     | 日本シリーズ                                      | ヤクルトスワローズ （セ・リーグ優勝）          | 1勝4敗（敗退）                  |
| 2008年 | 日本ハム | パ・リーグ クライマックスシリーズ 第1ステージ     | オリックス・バファローズ （パ・リーグ2位）     | 2勝0敗（第2ステージ進出）       |
| 2008年 | 日本ハム | 同 第2ステージ                                    | 埼玉西武ライオンズ （パ・リーグ優勝）          | 2勝4敗（敗退） (※1)             |
| 2009年 | 日本ハム | パ・リーグ クライマックスシリーズ 第2ステージ(※2) | 東北楽天ゴールデンイーグルス （パ・リーグ2位） | 4勝1敗（日本シリーズ進出） (※2) |
| 2009年 | 日本ハム | 日本シリーズ                                      | 読売ジャイアンツ （セ・リーグ優勝）            | 2勝4敗（敗退）                  |
| 2011年 | 日本ハム | パ・リーグ クライマックスシリーズ 第1ステージ     | 埼玉西武ライオンズ （パ・リーグ3位）           | 0勝2敗（敗退）                  |
| 2017年 | 楽天     | パ・リーグ クライマックスシリーズ 第1ステージ     | 埼玉西武ライオンズ （パ・リーグ2位）           | 2勝1敗（第2ステージ進出）       |
| 2017年 | 楽天     | パ・リーグ クライマックスシリーズ 第2ステージ     | 福岡ソフトバンクホークス （パ・リーグ1位）     | 2勝4敗（敗退）                  |

- 勝敗の太字は勝利。
- クライマックスシリーズ第1ステージは3試合制であり、先に2勝したチームが第2ステージ進出。リーグ2位チームにはアドバンテージ無し。
- クライマックスシリーズ第2ステージは6試合制であり、先に4勝したチームが日本シリーズ進出。リーグ優勝チームには予め1勝分のアドバンテージが与えられている。
- （※1）リーグ優勝チームの西武に与えられた1勝分のアドバンテージによる1敗を含む
- （※2） 1勝分のアドバンテージを含む

### 表彰
- ベストナイン：3回 （1979年 - 1981年）
- ダイヤモンドグラブ賞：4回 （1979年 - 1981年、1983年）
- オールスターゲームMVP：1回 （1983年 第2戦）

### 記録
初記録
- 初出場：1972年7月2日、対阪急ブレーブス12回戦（日生球場）、5番・中堅手として先発出場（偵察要員：小川亨と交代）
- 初先発出場：1972年10月16日、対南海ホークス最終戦（大阪スタヂアム）、8番で先発出場
- 初安打：同上、4回表に江本孟紀から
- 初打点：1973年6月19日、対阪急ブレーブス前期11回戦（日生球場）、7回裏に米田哲也から
- 初本塁打：1973年8月19日、対南海ホークス後期5回戦（大阪スタヂアム）、4回表に佐藤道郎から
- 初盗塁：1973年10月2日、対太平洋クラブライオンズ後期9回戦（日生球場）、二盗

節目の記録
- 1000試合出場：1984年6月14日、対ロッテオリオンズ15回戦（石川県立野球場）、8番・捕手として先発出場 ※史上246人目
- 100本塁打：1985年7月11日、対日本ハムファイターズ13回戦（後楽園球場）、8回表に河野博文から左越ソロ ※史上138人目

その他の記録
- シーズン盗塁阻止率：.536 （1979年） ※パ・リーグ記録（セ・リーグでは古田敦也が記録した.644が最高でNPB記録）
- オールスターゲーム出場：6回 （1979年 - 1981年、1983年、1985年、1986年）

### 背番号
- 52 （1972年 - 1973年）
- 8 （1974年 - 1988年）
- 73 （1993年 - 2004年）
- 88 （2008年 - 2011年）
- 99 （2016年 - 2018年）

### 登録名
- 梨田 昌崇 （なしだ まさたか、1972年 - 1983年）
- 梨田 昌孝 （なしだ まさたか、1984年 - ）

## 著書
- 燃えろ!キャッチャー・ミット（1982年3月、八曜社）
- 梨田昌孝の超野球学 フィールドの指揮官（2006年6月、ベースボール・マガジン社、ISBN 4583039034）
- 戦術眼（2008年4月、ベースボール・マガジン社、ISBN 978-4583100838）
- 近鉄バファローズ猛牛伝説の深層（2014年9月、ベースボール・マガジン社、ISBN 978-4583107110

## 出演
- テレビアニメ『プレイボール』（2005年、エイケン） - 声の出演：タイヤキ屋のおやじ 役